# 다카쓰키정
다카쓰키정(일본어: 高月町)은 시가현 북부에 위치하였던 이카군의 정이다. 면적은 41.22km2이고 인구는 2009년 11월 1일 기준으로 10,078명이다.
조선 통신사에서 유명한 에도시대의 유학자 아메노모리 호슈의 출신지로 알려져 있고, 일본에서 유수한 고분군인 고호리 고분군이 있다.
2010년 1월 1일에 히가시아자이군 도라히메정, 고호쿠정, 기노모토정, 요고정, 니시아자이정과 함께 나가하마시에 합병되었다.

## 역사
- 1954년 12월 1일 - 미나미토미나가 마을, 기타토미나가 마을, 고호리 촌의 3촌이 합병해 다카쓰키 정이 되었다.
- 1955년 3월 31일 - 나나사토 촌을 편입하였다.

## 교통

### 철도
- 서일본 여객철도 호쿠리쿠 본선

### 도로
- 국도 제8호선
- 국도 제365호선